# Cat Stevens
Cat Stevens, właśc. Yusuf Islam (ur. jako Steven Demetre Georgiu 21 lipca 1948 w Londynie) – brytyjski wokalista, kompozytor, multiinstrumentalista, filantrop pochodzenia szwedzkiego ze strony matki i greckiego ze strony ojca.

## Życiorys
Urodził się w Londynie jako syn Ingrid (z domu Wickman) i Stavrosa Georgiu. Jego ojciec urodził się w Tali na Cyprze, a matka w Gävle w Szwecji. Wychowywał się z bratem Davidem i siostrą Anitą. 
Muzyczna kariera Cata Stevensa nabrała rozpędu, gdy spotkał producenta i menadżera Mike'a Horsta. Jesienią 1966 jego pierwszy singel „I Love My Dog” wszedł na brytyjskie listy przebojów. Niedługo potem przebojem stała się piosenka „Mathew & Son”. 
W 1968 zachorował na gruźlicę. Do śpiewania powrócił na wiosnę 1969 z nowymi piosenkami. Zatrudnił nowego menadżera Barry'ego Krosta. 
Wydany w kwietniu 1970 album Mona Bone Jakon był początkiem nowego stylu artysty. Zmieniło się brzmienie i teksty piosenek. Album odniósł sukces w Wielkiej Brytanii i poza jej granicami. Kolejną płytą była Tea for the Tillerman, a pochodzący z niej utwór „Wild World” stał się największym przebojem Cata Stevensa. Następny album, Teaser and the Firecat również odniósł sukces. We wrześniu 1972 roku wydał album Catch Bull at Four. 
Wyjechał na Jamajkę, gdzie nagrał album Foreigner. Pod koniec 1977 Cat Stevens zmienił wyznanie na islam, a nazwisko na Yusuf Islam. Nagrał później płytę Back to Earth, która była albumem pożegnalnym. W 1983 dofinansował powstanie brytyjskiej szkoły dla muzułmanów. W 1995 wydał płytę The Life of the Last Prophet opowiadającą o podstawach islamu.
W latach 1968–1970 był związany z Patti D'Arbanville. Spotykał się także z Lindą Lewis (1970-1977), Carly Simon (1970) i Louise Wightman (1976-1979). 7 września 1979 ożenił się z Fauzią Mubarak Ali. Mają pięcioro dzieci: cztery córki i syna Muhammada.
Po atakach na World Trade Center Stevens wyraził swoje potępienie dla tego zdarzenia.

## Dyskografia

### Albumy studyjne
Jako Cat Stevens:
- 1967 Matthew and Son
- 1967 New Masters
- 1970 Mona Bone Jakon
- 1970 Tea for the Tillerman
- 1971 Teaser and the Firecat
- 1972 Catch Bull at Four
- 1973 Foreigner
- 1974 Buddha and the Chocolate Box
- 1974 Saturnight (Live in Tokyo)
- 1975 Numbers
- 1977 Izitso
- 1978 Back to Earth

Jako Yusuf:
- 1995 The Life of the Last Prophet
- 1999 Prayers of the Last Prophet
- 2000 A Is for Allah
- 2001 Bismillah
- 2003 I Look I See
- 2004 Majikat
- 2005 Indian Ocean
- 2006 Footsteps in the Light
- 2006 An Other Cup
- 2007 Yusuf's Cafe Session
- 2009 Roadsinger
- 2014 Tell 'Em I'm Gone

Jako Yusuf/Cat Stevens:
- 2017 The Laughing Apple
- 2020 Tea for the Tillerman 2

### Kompilacje
- 1975 Greatest Hits
- 1984 Footsteps in the Dark: Greatest Hits, Vol. 2
- 1987 Classics, Volume 24
- 1999 Remember Cat Stevens - The Ultimate Collection
- 2000 The Very Best of Cat Stevens
- 2001 Cat Stevens Box Set
- 2005 Gold
- 2007 20th Century Masters: The Millennium Collection: The Best of Cat Stevens
- 2007 Harold and Maude